# Dunas de Maspalomas
Las dunas de Maspalomas son un espacio natural situado en el municipio de San Bartolomé de Tirajana, al sur de la isla de Gran Canaria (Canarias, España). Está protegido con la categoría de reserva natural especial.

## Descripción
Se trata de un conjunto de dunas con hábitat dunar halófilo característico del archipiélago canario, único en la isla de Gran Canaria, ya que no existe otro sistema dunar de las mismas características en la isla. La mayor parte de la flora y algunas aves que visitan las zonas húmedas como la charca de Maspalomas se encuentran protegidas por leyes tanto nacionales como regionales. Además, abundan las especies de insectos sabulícolas, entre ellos algunos endémicos, relacionadas con la fauna africana, que sólo se conocen en este entorno. El Lagarto Gigante de Gran Canaria (Gallotia stehlini) puede encontrarse abundantemente en la zona del palmeral próximo a la charca, así como un gran número de aves.

## Clima
La reserva natural especial de las Dunas de Maspalomas posee un clima con muy escasas precipitaciones y temperaturas cálidas. La temperatura media anual es de 23,5 °C, 21 °C en invierno y 30 °C en verano de media. Las noches son templadas y cálidas.
Las precipitaciones son muy escasas, su media anual es inferior a los 100 mm (80,2 mm aproximadamente). Solamente llueve unos 10 o 15 días por año, concentrándose en los meses de febrero y noviembre. Se calcula una media de 259 días soleados al año, 87 con nubes y tan solo 13 días cubiertos.
| Parámetros climáticos promedio de Dunas de Maspalomas                                                                  | Parámetros climáticos promedio de Dunas de Maspalomas | Parámetros climáticos promedio de Dunas de Maspalomas | Parámetros climáticos promedio de Dunas de Maspalomas | Parámetros climáticos promedio de Dunas de Maspalomas | Parámetros climáticos promedio de Dunas de Maspalomas | Parámetros climáticos promedio de Dunas de Maspalomas | Parámetros climáticos promedio de Dunas de Maspalomas | Parámetros climáticos promedio de Dunas de Maspalomas | Parámetros climáticos promedio de Dunas de Maspalomas | Parámetros climáticos promedio de Dunas de Maspalomas | Parámetros climáticos promedio de Dunas de Maspalomas | Parámetros climáticos promedio de Dunas de Maspalomas | Parámetros climáticos promedio de Dunas de Maspalomas |
| Mes | Ene.                                                  | Feb.                                                  | Mar.                                                  | Abr.                                                  | May.                                                  | Jun.                                                  | Jul.                                                  | Ago.                                                  | Sep.                                                  | Oct.                                                  | Nov.                                                  | Dic.                                                  | Anual                                                 |
| --- | ----------------------------------------------------- | ----------------------------------------------------- | ----------------------------------------------------- | ----------------------------------------------------- | ----------------------------------------------------- | ----------------------------------------------------- | ----------------------------------------------------- | ----------------------------------------------------- | ----------------------------------------------------- | ----------------------------------------------------- | ----------------------------------------------------- | ----------------------------------------------------- | ----------------------------------------------------- |
| Precipitación total (mm)                                                                                               | 9.7                                                   | 19                                                    | 6                                                     | 2.5                                                   | 1                                                     | 1                                                     | 1                                                     | 1                                                     | 4                                                     | 5                                                     | 16                                                    | 14                                                    | 80.2                                                  |
| Horas de sol | 186                                                   | 196                                                   | 217                                                   | 240                                                   | 248                                                   | 270                                                   | 279                                                   | 279                                                   | 240                                                   | 217                                                   | 180                                                   | 186                                                   | 2738                                                  |
| Fuente: "Precipitaciones: Plan Director R.N.E. Dunas Maspalomas. Horas Sol: http://www.holidaycheck.es/" abril de 2013 |                                                       |                                                       |                                                       |                                                       |                                                       |                                                       |                                                       |                                                       |                                                       |                                                       |                                                       |                                                       |                                                       |

## Fauna

### Aves
- Nidificantes[4][5]
  - Himantopus himantopus (Cigüeñuela)
  - Gallinula chloropus (Gallineta Común)
  - Fulica atra (Focha Común)
  - Charadrius dubius (Chorlitejo Chico)
  - Charadrius alexandrinus (Chorlitejo Patinegro)
  - Sturnus vulgaris (Estornino Pinto)
  - Anthus berthelotii (Bisbita Caminero)
  - Streptopelia decaocto (Tórtola Turca)
- Migratorias[4][6]
  - Phoenicopterus roseus (Flamenco Común)
  - Egretta garzetta (Garceta Común)
  - Ardea cinerea (Garza Real)
  - Upupa epops (Abubilla)
  - Numenius phaeopus (Zarapito Trinador)
  - Calidris alba (Correlimos Tridáctilo)
  - Arenaria interpres (Vuelvepiedras)

### Reptiles
- Gallotia stehlini (Lagarto Gigante de Gran Canaria)
- Tarentola boettgeri (Perenquén de Boettger)